# Melilestes megarhynchus
Melilestes megarhynchus é uma espécie de ave da família Meliphagidae. É a única espécie do género Melilestes.
Pode ser encontrada nos seguintes países: Indonésia (Nova Guiné Ocidental) e Papua-Nova Guiné.
Os seus habitats naturais são: florestas subtropicais ou tropicais húmidas de baixa altitude e regiões subtropicais ou tropicais húmidas de alta altitude.